# Лабуцкас, Ян Янович
Ян Я́нович Лабу́цкас (род. 1938) — советский волейболист, игрок сборной СССР (1962). Чемпион мира 1962. Нападающий. Мастер спорта международного класса.
Выступал за команды: до 1960 — «Спартак» (Рига), с 1960 — «Даугава»/СКИФ/ «Радиотехник» (Рига). Четырёхкратный серебряный (1960, 1962, 1965, 1966) и двукратный бронзовый (1968, 1969) призёр чемпионатов СССР.
В составе сборной СССР в 1962 году стал чемпионом мира.

## Источник
- Волейбол: Энциклопедия / Сост. В. Л. Свиридов, О. С. Чехов. — Томск: Компания «Янсон», 2001.